# Pasi Ara
Pasi Ara is een bestuurslaag in het regentschap Aceh Barat van de provincie Atjeh, Indonesië. Pasi Ara telt 281 inwoners (volkstelling 2010).